# Siria en los Juegos Olímpicos de Barcelona 1992
Siria estuvo representada en los Juegos Olímpicos de Barcelona 1992 por ocho deportistas, siete hombres y una mujer, que compitieron en cuatro deportes.
El equipo olímpico sirio no obtuvo ninguna medalla en estos Juegos.